# Zdzisław Szpakowski
Zdzisław Henryk Szpakowski (ur. 1 marca 1926 w Świsłoczy, zm. 26 października 2006) – socjolog, historyk, publicysta i dziennikarz, wykładowca akademicki, członek NSZ i AK podczas II wojny światowej oraz NZW w okresie powojennym, działacz opozycyjny w okresie PRL, polityk prawicowy po 1989 r.
W czasie II wojny światowej działał w polskim ruchu oporu. Od 1942 r. należał do Narodowych Sił Zbrojnych, a następnie Armii Krajowej.
Po zakończeniu wojny do 1947 r. był członkiem Narodowego Zjednoczenia Wojskowego. W latach 50. XX w. nazwano go „wrogiem władzy ludowej”. Wielokrotnie był przesłuchiwany i zatrzymywany przez SB i MO. Mieszkał w Warszawie. Na przełomie lat 50. i 60. XX w. należał do Klubu Krzywego Koła.
W 1958 r. zaczął pracę w redakcji czasopisma katolickiego „Więź”. W latach 1966–1988 kierował jego działem najnowszej historii Polski. W późniejszym okresie redagował też dział poetycki. Jednocześnie był członkiem i wieloletnim przewodniczącym Sekcji Historycznej warszawskiego Klubu Inteligencji Katolickiej, który wydawał to czasopismo.
Wykładał w Katolickim Uniwersytecie Lubelskim. Był sygnatariuszem apeli i listów w obronie bitych studentów, osób represjonowanych, robotników zakładów z Radomia i Ursusa. W 1978 należał do założycieli Towarzystwa Kursów Naukowych i był jego wykładowcą. W 1979 r. wraz z Wojciechem Ziembińskim współtworzył nielegalny Komitet Porozumienia na rzecz Samostanowienia Narodu.
20 sierpnia 1980 roku podpisał apel 64 uczonych, pisarzy i publicystów do władz komunistycznych o podjęcie dialogu ze strajkującymi robotnikami. W 1980 r. zaangażował się w działalność w NSZZ „Solidarność”. Latem tego roku został doradcą Komitetu Strajkowego w Lublinie. W tym samym czasie działał na Wybrzeżu, gdzie m.in. inicjował tworzenie wszechnicy związkowej. Był też działaczem Duszpasterstwa Ludzi Pracy „Wola”. W październiku 1981 r. uczestniczył w przygotowaniu programu związkowego Samorządna Rzeczpospolita. Na początku grudnia tego roku sygnował Akt Katyński na Cmentarzu Powązkowskim. 13 grudnia 1981 r. został internowany.
W latach 1983–1989 wygłosił szereg referatów w kościołach warszawskich. Brał też udział w licznych manifestacjach niepodległościowych. W grudniu 1989 r. ponownie wraz z W. Ziembińskim współtworzył Stronnictwo Wierności Rzeczypospolitej sprzeciwiające się porozumieniom Okrągłego Stołu. Redagował dział historyczny „Gazety Polskiej”. 27 lipca 2006, na krótko przed śmiercią, marszałek Senatu RP Bogdan Borusewicz wręczył mu Krzyż Oficerski Orderu Odrodzenia Polski.